# نظام إقلاع للفضاء

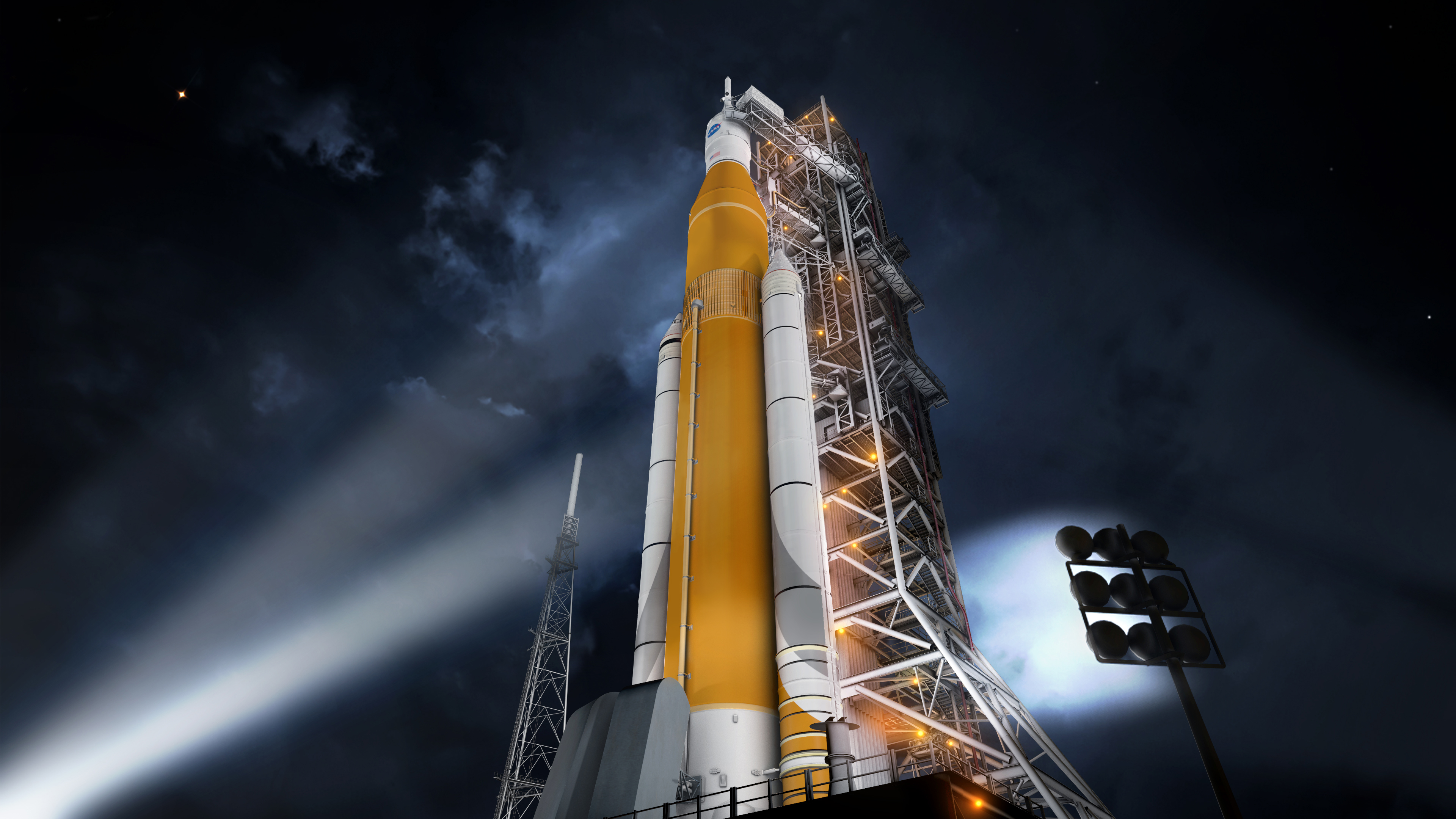
تصور تخيلي للصاروخ SLS حاملا مركبة فضاء على منصة الإطلاق.

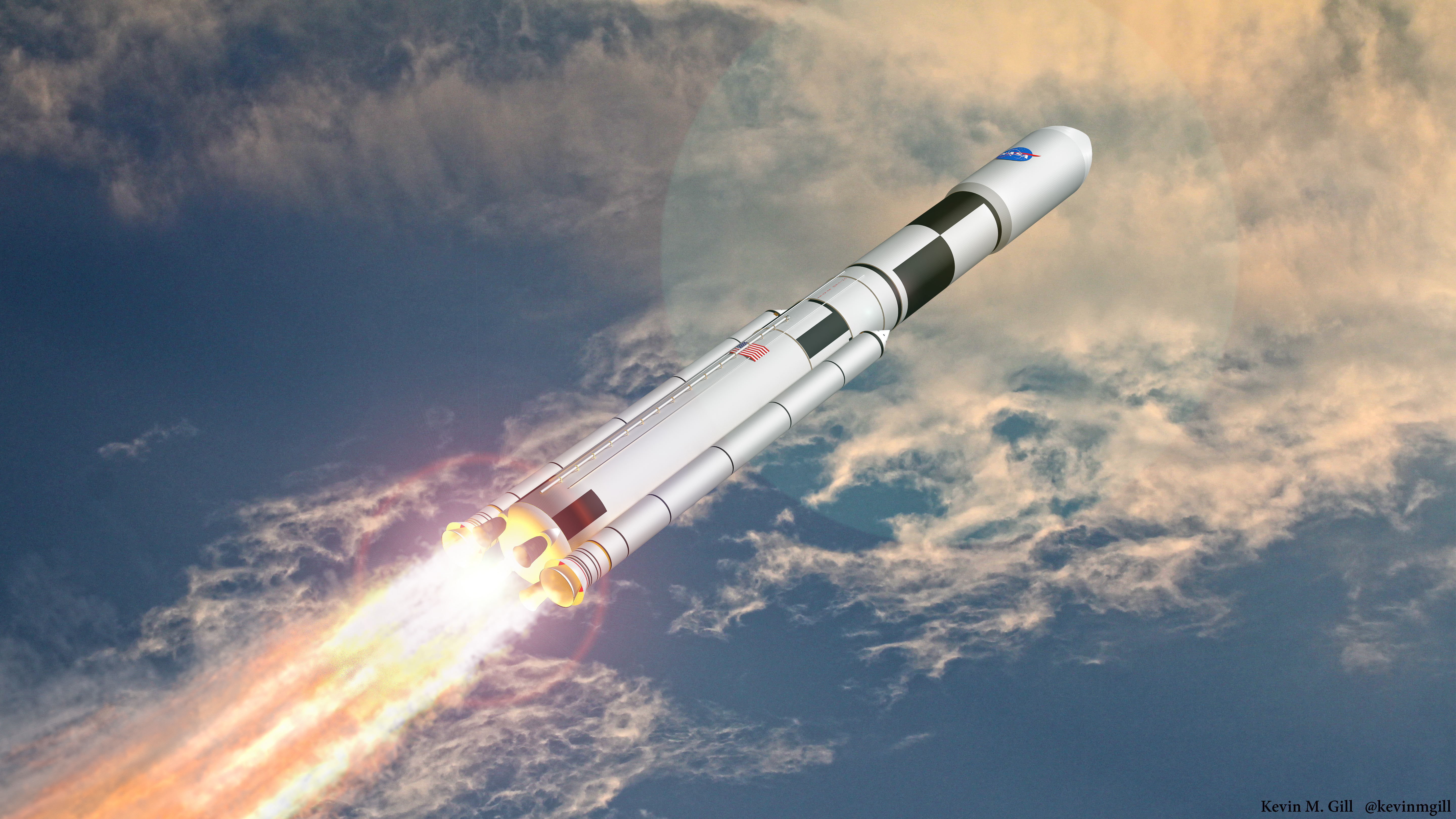
صورة تخيلية قديمة لطيران SLS.

«نظام الإقلاع الفضائي» (إس إل إس) هي مركبة إطلاق مستهلكة أمريكية مخصصة للرفع الثقيل، وهي قيد التطوير منذ الإعلان عنها عام 2011. تُعتبر مركبة الإطلاق الرئيسية لخطط استكشاف الفضاء العميق التابعة لناسا، بما في ذلك المهمات المأهولة نحو القمر ضمن برنامج أرتيمس بالإضافة لمهمة مأهولة محتملة نحو المريخ. تحل مركبة إس إل إس محل مركبة الإطلاق «آريس 5» التابعة لبرنامج «كونستيلشن» لعام 2005، الذي لم يتجاوز مرحلة التطوير قبل إلغائه في النهاية.
وفقًا لطلب الكونغرس الأمريكي، يتعين على النسخة الأولى من إس إل إس، المُسمى «بلوك 1»، أن تكون قادرةً على رفع حمولة بكتلة 70 طن متري (150000 باوند) إلى «مدار أرضي منخفض» (إل إي أوه)، لكنه تجاوز ذلك المتطلب إذ وصلت كتلة الحمولة المُقدرة إلى 95 طن متري (209000 باوند). اعتبارًا من 22 ديسمبر 2019، من المخطط أن تطلق النسخة الأولى مهمة أرتميس 1 و2 و3. تخطط ناسا لإضافة «نظام إنهاء ذاتي للرحلة» إلى إس إل إس بحلول مهمة أرتميس 3. من المخطط أن تطلق النسخة الثانية، المُسمى «بلوك 1 بي»، «مرحلة الاستكشاف العليا» لأول مرة بالإضافة لإطلاق مهمات أرتميس 4 حتى أرتميس 7. من المخطط أن تستبدل نسخة بلوك 2 الصواريخ المعززة الأولية المستمدة من برنامج المكوك الفضائي بصواريخ معززة متقدمة وستكون هذه النسخة قادرة على حمل أكثر من 130 طن متري (290000 باوند) إلى مدار أرضي منخفض، وفقًا لطلب الكونغرس. صُممت نسخة بلوك 2 لتمكين إطلاق المهمات المأهولة إلى المريخ. سوف تحمل إس إل إس مركبة «أوريون» الفضائية على متنها وستستخدم العمليات الأرضية ومنشآت الإطلاق في «مركز كينيدي للفضاء» التابع لناسا في ولاية فلوريدا.

## وصف المركبة
إس إل إس هي مركبة إطلاق مستمدة من المكوك الفضائي وستكون لديها القدرة على تحمل 13 دورة على الأقل من ملئ الخزانات بالوقود التي قد تحدث نتيجة إلغاء الإطلاق أو في حالات تأجيله. يمكن للصاروخ المجمع البقاء على منصة الإطلاق لمدة 180 يومًا على الأقل ويمكن أن يظل في تكوينه المكدس لمدة 200 يومًا على الأقل.

### المرحلة الأساسية
يبلغ ارتفاع «المرحلة الأساسية» لنظام الإقلاع الفضائي 65 مترًا (212 قدمًا) وقطرها 8.4 مترًا (27.6 قدمًا) وقد ثُبت على نهايتها «نظام الدفع الرئيسي» (إم بّي إس) الذي يضم أربع محركات من نوع «آر إس 25». تتشابه المرحلة الأساسية من الناحية الهيكلية مع الخزان الخارجي للمكوك الفضائي، وستستخدم الرحلات الأولية محركات «آر إس 25 دي» مُعدلة تعود لبرنامج المكوك الفضائي. ستستخدم الرحلات اللاحقة نسخةً أرخص من المحرك غير مخصصة لإعادة الاستخدام.
يجري تصنيع المرحلة الأساسية في «مرفق ميشود للتجميع» وستُستخدم في جميع أنواع مركبات إس إل إس المُخطط لها حاليًا لتجنب الحاجة إلى إجراء إعادة تصميم كبير للوفاء بالحمولات المطلوبة.

### الصواريخ المعززة

#### صاروخا بلوك 1 و1 بي المعززان
سيستخدم صاروخا بلوك 1 و1 بي الخاصان بمركبة إس إل إس صاروخين معززين يعملان بالوقود الصلب (إس آر بي) ومكونان من خمسة أجزاء تستند على نفس الصواريخ الخاصة بالمكوك الفضائي المكونة من أربعة أجزاء. تضمنت التعديلات التي أُجريت على الصواريخ المعززة ذات الخمس أجزاء إضافة جزء مركزي للصاروخ وإلكترونيات طيران جديدة وعزل أخف وزنًا. توفر صواريخ إس آر بي ذات الخمسة أجزاء اندفاعًا إجماليًا أكثر بنحو 25% من صواريخ إس آر بي الخاصة بالمكوك الفضائي ولن يجري استردادها بعد الاستخدام.

## اقرأ أيضا
- ستار48
- آريس 1
- Ares V
- فالكون 9
- فالكون 1
- صاروخ آريس
- الطير (مركبة هبوط على القمر)